# Marcel Dalio
Marcel Dalio, pseudonimo di Israel Moshe Blauschild (Parigi, 23 novembre 1899 – Parigi, 18 novembre 1983), è stato un attore francese.

## Biografia
Figlio di una coppia di rumeni di religione ebraica, Marcel Dalio aveva iniziato la propria carriera negli anni venti nella rivista e nel music-hall, debuttando sul grande schermo nel 1932 con piccole parti di contorno. Nel 1937, la sua partecipazione al film Il bandito della Casbah, nel ruolo di vigoroso meticcio/antagonista che diverrà un suo cavallo di battaglia, lo avviò definitivamente a una promettente carriera nel cinema francese, e nei due anni successivi l'attore creò due dei suoi personaggi più memorabili, quello di Rosenthal, il piccolo prigioniero di guerra ebreo in fuga con il luogotenente Maréchal (Jean Gabin) ne La grande illusione (1937), e il mondano marchese de La Chesnaye ne La regola del gioco (1939), entrambi film cult di Jean Renoir.
Per sfuggire alle persecuzioni naziste nella Francia occupata, dopo lo scoppio della seconda guerra mondiale Dalio si trasferì a Hollywood con la sua seconda moglie, l'attrice Madeleine LeBeau. Accolto in California dallo scrittore e sceneggiatore Jacques Thery, che lo presentò al celebre agente Charles Feldman, l'attore si avviò a diventare uno dei più noti caratteristi dell'epoca, specializzato in ruoli di stranieri melliflui e, in generale, di personaggi tendenzialmente ambigui. L'esilio forzato in America si aprì con l'ingaggio da parte di Josef von Sternberg per I misteri di Shanghai (1941), noir di ambientazione esotica in cui Dalio ebbe la parte di un croupier. Con classe e disinvolta autorevolezza, egli interpretò il medesimo ruolo al tavolo da gioco del celebre Rick's Café in Casablanca (1942), il capolavoro di Michael Curtiz in cui apparve anche la stessa moglie di Dalio, Madeleine LeBeau, nel ruolo di Yvonne, la "bella" del locale di Rick (Humphrey Bogart).
Sotto contratto con la 20th Century Fox dal 1942, Dalio interpretò numerosi film sulla guerra e la Resistenza, tra i quali Paris After Dark (1943) di Léonide Moguy, e diede vita a tutta una variegata serie di personaggi, dal cantoniere al maitre d'hotel, dall'impiegato italiano al pescatore bretone, fino al politico francese Georges Clemenceau in Wilson (1944) di Henry King, biografia del 28º Presidente degli Stati Uniti d'America Thomas Woodrow Wilson. In Acque del sud (1944) di Howard Hawks, l'attore si ritrovò a recitare con Humphrey Bogart e interpretò il ruolo di Gérard, detto "Frenchy", il proprietario dell'hotel in Martinica che chiede a Harry "Steve" Morgan (Bogart) di noleggiargli il suo natante da pesca per trasportare alcuni membri della Resistenza francese.
Al termine del conflitto, nel 1945 Dalio rientrò in Francia ma faticò a ritrovare ruoli degni del successo che aveva ottenuto alla fine degli anni trenta, pur con eccezioni come nel caso di Dédée d'Anvers (1947) di Yves Allégret, al fianco di Simone Signoret. Rimasto sotto contratto con la Fox, nel 1950 l'attore tornò in America, divenuta la sua seconda patria, e riprese a pieno ritmo la carriera di interprete caratterista, partecipando a molti dei più celebri film hollywoodiani dell'epoca, come Le nevi del Chilimangiaro (1952), Gli uomini preferiscono le bionde (1953), Sabrina (1954), Il sole sorgerà ancora (1957), Il diavolo alle 4 (1961), I cinque volti dell'assassino (1963). In uno dei suoi ultimi film americani, Comma 22 (1970), commedia antimilitarista di Mike Nichols, Dalio interpretò il ruolo del patron italiano di una casa chiusa.
Durante gli anni settanta, ultimo decennio della sua carriera, Dalio tornò a lavorare per il cinema francese, interpretando film quali Le folli avventure di Rabbi Jacob (1973) di Gérard Oury, Che la festa cominci... (1975) di Bertrand Tavernier, L'ala o la coscia? (1976) di Claude Zidi, La prima comunione di Julien (1977) di René Féret.
Muore nella sua abitazione a Parigi il 18 novembre 1983, cinque giorni prima del suo 84º compleanno. La sua salma è stata inumata nel cimitero parigino di Bagneux.

## Filmografia parziale

### Cinema
- Un grande amore di Beethoven (Un grand amour de Beethoven), regia di Abel Gance (1936)
- Il bandito della Casbah (Pépé Le Moko), regia di Julien Duvivier (1937)
- Carico bianco (Cargaison blanche), regia di Robert Siodmak (1937)
- Le perle della corona (Les Perles de la couronne), regia di Sacha Guitry (1937)
- La grande illusione (La Grande illusion), regia di Jean Renoir (1937)
- Sarati il terribile (Sarati, le temible), regia di André Hugon (1937)
- Napoli terra d'amore (Naples au baiser du feu), regia di Augusto Genina (1937)
- Fiamme in oriente (Les Pirates du rail), regia di Christian-Jaque (1938)
- Il capitano Mollenard (Mollenard), regia di Robert Siodmak (1938)
- Cheri-Bibi l'evaso (Chéri-Bibi), regia di Léon Mathot (1938)
- La casa del Maltese (La Maison du Maltais), regia di Pierre Chenal (1938)
- Ragazze folli (Entrée des artistes), regia di Marc Allégret (1938)
- Conflitto (Conflit), regia di Léonide Moguy (1938)
- La straniera (L'Esclave blanche), regia di Marc Sorkin e Georg Wilhelm Pabst (1939)
- Tradizioni di mezzanotte (La Tradition de minuit), regia di Roger Richebé (1939)
- La regola del gioco (La Règle du jeu), regia di Jean Renoir (1939)
- Il bosco sacro (Le Bois sacré), regia di Léon Mathot (1939)
- Tempeste (Tempête), regia di Dominique Bernard-Deschamps (1940)
- Una notte a Lisbona (One Night in Lisbon), regia di Edward H. Griffiths (1941)
- I misteri di Shanghai (The Shanghai Gesture), regia di Josef von Sternberg (1941)
- Casablanca, regia di Michael Curtiz (1942)
- Il fiore che non colsi (The Constant Nymph), regia di Edmund Goulding (1943)
- Il canto del deserto (The Desert Song), regia di Robert Florey (1943)
- Bernadette (The Song of Bernadette), regia di Henry King (1943)
- La spia di Damasco (Action in Arabia), regia di Léonide Moguy (1944)
- La fidanzata di tutti (Pin Up Girl), regia di H. Bruce Humberstone (1944) (non accreditato)
- Wilson, regia di Henry King (1944)
- Acque del sud (To Have and Have Not), regia di Howard Hawks (1944)
- Una campana per Adano (A Bell for Adano), regia di Henry King (1945)
- Quello che mi è costato amare (Pétrus), regia di Marc Allégret (1946)
- Il porto delle tentazioni (Temptation Harbour), regia di Lance Comfort (1947)
- I maledetti (Les Maudits), regia di René Clément (1947)
- Dédée d'Anvers, regia di Yves Allégret (1948)
- Gli amanti di Verona (Les Amants de Vérone), regia di André Cayatte (1949)
- Hans il marinaio (Hans le marin), regia di François Villiers (1949)
- Ritratto di un assassino (Portrait d'un assassin), regia di Bernard-Roland (1949)
- Il grande avventuriero (Black Jack), regia di Julien Duvivier e José Antonio Nieves Conde (1950)
- Divertiamoci stanotte (On the Riviera), regia di Walter Lang (1951)
- Ricca, giovane e bella (Rich, Young and Pretty), regia di Norman Taurog (1951)
- Vacanze a Montecarlo (Nous irons à Monte Carlo), regia di Jean Boyer (1951)
- Modelle di lusso (Lovely to Look at), regia di Mervyn LeRoy (1952)
- La vedova allegra (The Merry Widow), regia di Curtis Bernhardt (1952)
- Le nevi del Chilimangiaro (The Snows of Kilimanjaro), regia di Henry King (1952)
- Tempo felice (The Happy Time), regia di Richard Fleischer (1952)
- Gli uomini preferiscono le bionde (Gentlemen Prefer Blondes), regia di Howard Hawks (1953)
- Contrabbando a Tangeri (Flight to Tangier), regia di Charles Marquis Warren (1953)
- Un pizzico di fortuna (Lucky Me), regia di Jack Donohue (1954)
- Sabrina, regia di Billy Wilder (1954)
- Gli amanti del Tago (Les Amants du Tage), regia di Henri Verneuil (1955)
- La grande razzia (Razzia sur la chnouf), regia di Henri Decoin (1955)
- L'inferno è a Dien Ben Fu (Jump Into Hell), regia di David Butler (1955)
- Incontro sotto la pioggia (Miracle in the Rain), regia di Rudolph Maté (1956)
- Quadriglia d'amore (Anything Goes), regia di Robert Lewis (1956) (non accreditato)
- 10.000 camere da letto (Ten Thousand Bedrooms), regia di Richard Thorpe (1957)
- La porta della Cina (China Gate), regia di Samuel Fuller (1957)
- Il sole sorgerà ancora (The Sun Also Rises), regia di Henry King (1957)
- Contrabbando sul Mediterraneo (Tip on a Dead Jockey), regia di Richard Thorpe (1957)
- La squadriglia Lafayette (Lafayette Escadrille), regia di William A. Wellman (1958)
- In licenza a Parigi (The Perfect Furlough), regia di Blake Edwards (1958)
- L'uomo che capiva le donne (The Man Who Understood Women), regia di Nunnally Johnson (1959)
- Il letto racconta (Pillow Talk), regia di Michael Gordon (1959)
- Can-Can, regia di Walter Lang (1960)
- Asfalto che scotta (Classe to risques), regia di Claude Sautet (1960)
- Estasi (Song Without End), regia di George Cukor (1960)
- Il diavolo alle 4 (The Devil at 4 O'Clock), regia di Mervyn LeRoy (1961)
- Cartouche, regia di Philippe de Broca (1962)
- Ascensore di lusso (Le Petit garçon de l'ascenseur), regia di Pierre Granier-Deferre (1962)
- Jessica, regia di Jean Negulesco e Oreste Palella (1962)
- Grisbì da un miliardo (La Loi des hommes), regia di Charles Gérard (1962)
- Le tentazioni quotidiane (Le Diable et les dix commandements), regia di Julien Duvivier (1962)
- I cinque volti dell'assassino (The List of Adrian Messenger), regia di John Huston (1963)
- I tre della Croce del Sud (Donovan's Reef), regia di John Ford (1963)
- Potenti e dannati (À couteaux tirés), regia di Charles Gérard (1964)
- Monsieur Cognac (Wild and Wonderful), regia di Michael Anderson (1964)
- L'ispettore spara a vista (Le Monocle rit jeune), regia di Georges Lautner (1964)
- ...poi ti sposerò (Un Monsieur de compagnie), regia di Philippe de Broca (1964)
- Lady L, regia di Peter Ustinov (1965)
- La ragazza made in Paris (Made in Paris), regia di Boris Sagal (1966)
- Un giovane, una giovane (Le dix-septième ciel), regia di Serge Korber (1966)
- Come rubare un milione di dollari e vivere felici (How to Steal a Million), regia di William Wyler (1966)
- Un avventuriero a Tahiti (Tendre voyou), regia di Jean Becker (1966)
- La 25ª ora (La vingt-cinquième heure), regia di Henri Verneuil (1967)
- Oggi, episodio di L'amore attraverso i secoli (Le plus vieux métier du monde), regia di Claude Autant-Lara (1967)
- Uffa papà quanto rompi! (How Sweet It Is!), regia di Jerry Paris (1968)
- Rapporto a quattro (Justine), regia di George Cukor (1969)
- Comma 22 (Catch-22), regia di Mike Nichols (1970)
- Per salire più in basso (The Great White Hope), regia di Martin Ritt (1970)
- L'amore è allegro, l'amore è triste (L'Amour c'est gai, l'amour c'est triste), regia di Jean-Daniel Pollet (1971)
- La punizione (La Punition), regia di Pierre-Alain Jolivet (1973)
- Le folli avventure di Rabbi Jacob (Les Aventures de Rabbi Jacob), regia di Gérard Oury (1973)
- La bestia (La Bête), regia di Walerian Borowczyk (1975)
- L'ala o la coscia? (L'Aile ou la cuisse), regia di Claude Zidi (1976)

### Televisione
- TV Reader's Digest – serie TV, episodio 1x26 (1955)
- Alfred Hitchcock presenta (Alfred Hitchcock Presents) – serie TV, episodio 3x22 (1958)
- Peter Gunn – serie TV, episodio 1x14 (1958)
- Maverick – serie TV, episodio 2x15 (1958)
- General Electric Theater – serie TV, episodio 8x32 (1960)
- Indirizzo permanente (77 Sunset Strip) – serie TV, episodi 2x32-3x02 (1960)
- Avventure in paradiso (Adventures in Paradise) – serie TV, episodio 2x18 (1961)
- Ben Casey – serie TV, episodio 2x29 (1963)
- The Dick Powell Show – serie TV, episodio 2x19 (1963)
- Vacation Playhouse – serie TV, episodio 2x07 (1964)
- I compagni di Eleusis (Les Compagnons d'Eleusis) – serie TV, 5 episodi (1975)

## Doppiatori italiani
- Carlo Romano in La grande illusione, Bernadette, Contrabbando a Tangeri, Contrabbando sul Mediterraneo, Il letto racconta…, Asfalto che scotta, I cinque volti dell'assassino, I tre della Croce del Sud
- Gianfranco Bellini in La regola del gioco (doppiaggio tardivo), Can-Can, Le tentazioni quotidiane
- Lauro Gazzolo in Divertiamoci stanotte
- Vinicio Sofia in La vedova allegra
- Giorgio Capecchi in Gli uomini preferiscono le bionde
- Roberto Gicca in Un pizzico di fortuna
- Amilcare Pettinelli in Sabrina
- Giulio Panicali in La grande razzia
- Alberto Bonucci in 10.000 camere da letto
- Sergio Graziani in Il diavolo alle 4
- Nando Gazzolo in Cartouche
- Bruno Persa in ...poi ti sposerò
- Giuseppe Fortis in La bestia